# Tsjechië op het Eurovisiesongfestival 2023

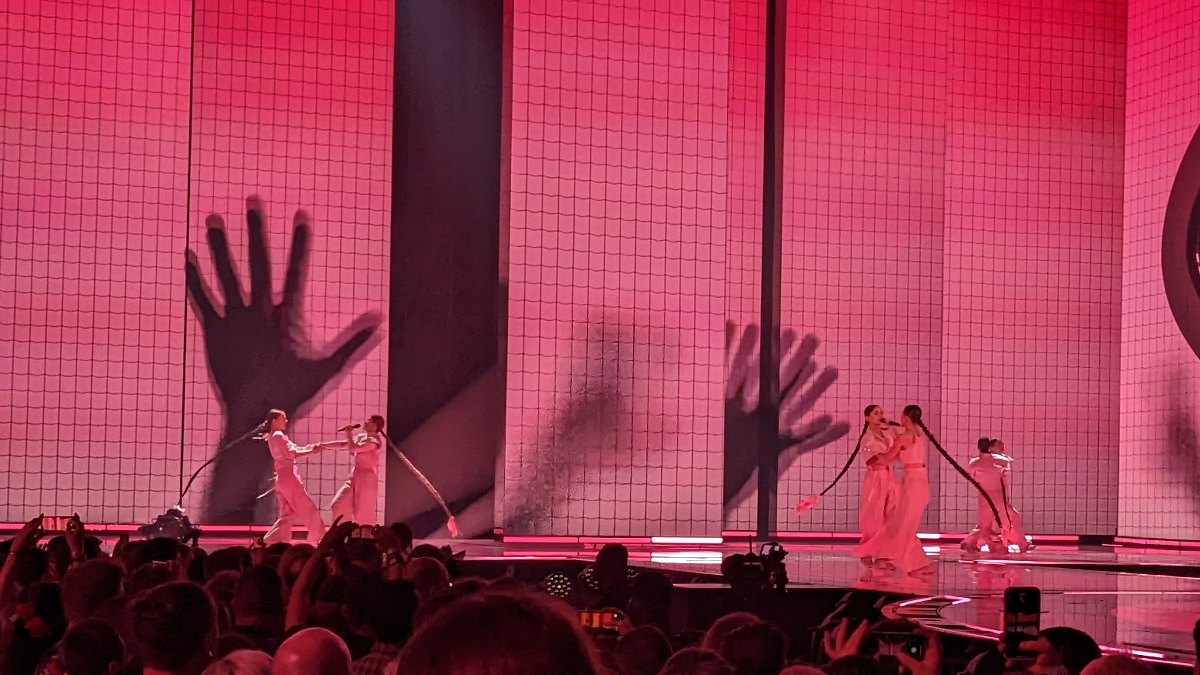
Vesna tijdens de repetitie voor de eerste halve finale.

Tsjechië nam deel aan het Eurovisiesongfestival 2023 in Liverpool, Verenigd Koninkrijk. ČT was verantwoordelijk voor de Tsjechische bijdrage voor de editie van 2023.

## Selectieprocedure
Op 3 november kondigde de nationale omroep Česká Televize aan dat Tsjechië voor het eerst in 15 jaar een nationale finale live zal uitzenden. De nationale finale ‘ESCZ 2023’ vond doorgang op 7 februari. 
De winnaar werd gekozen door 70% internationale stemmen (via de Eurovisie-app) en 30% televoting. De finale werd gewonnen door de Groep Vesna.
Tsjechië deed tot nu toe 10 keer mee aan het Eurovisiesongfestival. Na drie deelnames in 2007, 2008 en 2009 kwam het land in 2015 terug. Vier van de tien keer werd de finale gehaald. Het hoogste resultaat tot nu toe is een zesde positie in 2016 voor ‘Lie To Me’ van Mikolas Josef. Vorig jaar werd de finale ook gehaald, maar het trio We Are Domi moest genoegen nemen met een 22e plek.

## Eurovision Song CZ
| Plaats | Artiest         | Lied                 | Percentage |
| ------ | --------------- | -------------------- | ---------- |
| 1      | Vesna           | My Sister's Crown    | 10,5%      |
| 2      | Pam Rabbit      | Ghosting             | 4,2%       |
| 3      | Rodan           | Introvert Party Club | 1,9%       |
| 4      | Markéta Irglová | Happy                | 1,0%       |
| 5      | Maella          | Flood                | 0,5%       |

## In Liverpool
Tsjechië kwam uit in het tweede deel van de eerste halve finale, als voorlaatste. Het land behaalde een plek in de finale op zaterdag 13 mei 2023. De jury's gaven Tsjechië 94 punten, en de kijkers gaven het land 35 punten. Tsjechië behaalde daarmee een tiende plaats, wat neerkomt op de tweede beste notering voor het land.
2007 · 2008 · 2009 · 2010-2014 · 2015 · 2016 · 2017 · 2018 · 2019 · 2020 · 2021 · 2022 · 2023 · 2024 · 2025
Albanië · Armenië · Australië · Azerbeidzjan · België · Cyprus · Denemarken · Duitsland · Estland · Finland · Frankrijk · Georgië · Griekenland · Ierland · IJsland · Israël · Italië · Kroatië · Letland · Litouwen · Malta · Moldavië · Nederland · Noorwegen · Oekraïne · Oostenrijk · Polen · Portugal · Roemenië · San Marino · Servië · Slovenië · Spanje · Tsjechië · Verenigd Koninkrijk · Zweden · Zwitserland